# Országos Előválasztási Bizottság
Az Országos Előválasztási Bizottság (OEVB, néha OEB) a 2021-es előválasztás lebonyolítását felügyelő szervezet, hasonlóan az OVB-hez (Országos Választási Bizottság).
Az OEVB-t 2021. május 20-án alapította az előválasztásban részt vevő hat ellenzéki párt, reprezentálva az előválasztás lebonyolításával kapcsolatos közös irányelveiket. A szervezet döntött minden, előválasztással kapcsolatos alapvető szervezési, operatív, technikai kérdésben.
Az OEVB-be mindegyik párt egy főt delegált. Működésének támogatására alakult az Országos Választási Iroda (OVI), melybe szintén a pártok delegáltak 1-1 adminisztratív segítőt. A helyi választásokat a Helyi Előválasztási Bizottságok (HEVB) segítették, szintén az együttműködő pártok delegált személyeivel.
Az OEVB nagyban épített a Civil Választási Bizottság (CVB) tapasztalataira és a tagszervezeteinek tudására, és ezek részt is vettek később az előválasztás folyamatában, valamint az OEVB feladatait részben a CVB tagjai látták el.
Az előválasztás során az OEVB (és a HEVB) tagjai konszenzussal hozták döntéseiket, azaz mind a hat párt jóváhagyása szükséges volt a döntéshozatalhoz; ennek sikertelensége esetén a pártok politikai szintű döntése alapján jártak el.
Az OEVB október 1-jén állapította meg az első fordulóban helyi jelöltekként nyert személyeket, illetve október 17-én hirdette ki az ellenzéki miniszterelnök-jelölt személyét.

## Külső linkek
- Előválasztás 2021: Kik szervezik?, 2021. május 1. [2022. január 4-i dátummal az eredetiből archiválva]. (Hozzáférés: 2022. január 4.)
- Előválasztás 2021 hivatalos Facebook lap